# Ру, Марсель
Марсель Ру (фр. Marcel Roux; 11 сентября 1878 — 19 января 1922) — французский художник-символист, гравёр, иллюстратор.

## Биография
Родился в Бессене на Роне в семье художника. В детстве много путешествовал со своими родителями. Побывал в Санкт-Петербурге, Бухаресте и Париже. В 1895 году работал в Монте-Карло.
Учился рисованию в Ницце у акварелиста Рене Леверда, затем в Лионе у Огюста Морисо. Гравировал работы Рембрандта, благодаря которым стал известен.
В течение нескольких лет М. Ру зарабатывал на жизнь в качестве иллюстратора. С 1912 года проходил военную службу. Участник Первой мировой войны с 1914 по 1918 год, на фронте заболел язвой желудка. Этот недуг не позволял ему заниматься гравированием. В результате болезнь усугубилась психическим расстройством, которое отразилось на его работах, художник сфокусировался на болезненных темах.
Мастер офорта. Автор ряда символических и апокалиптических работ, с изображением дьявола и тому подобного.
После окончания войны, М. Ру обратился к резьбе по дереву и проиллюстрировал множество книг, в том числе на религиозные темы (включая о Понтии Пилате, «Песнь Песней» , воскрешении Лазаря и др). Сотрудничал со многими журналами. Работал в Париже, затем в Шартре, где занимался созданием витражей местного собора.
- Избранные работы
- «Отчаяние» (1905), холст, масло, частная коллекция.
- «Раб Сатаны» (1907), офорт, Лионский музей изобразительных искусств.
- «Потерянный рай» (1909), офорт, Лионский музей изобразительных искусств.
- Les Pantins (1910),  офорт, Лионский музей изобразительных искусств
- «Без названия» (1916), рисунок, Лионский музей изобразительных искусств.
- «Без названия», рисунок, Лионский музей изобразительных искусств.